# بري (كامبريدجشير)
بري (بالإنجليزية: Perry, Cambridgeshire)‏ هي قرية وأبرشية مدنية تقع في المملكة المتحدة في إنجلترا.